# Absolute Greatest Love Songs
Absolute Greatest Love Songs er et dansk opsamlingsalbum udgivet 5. februar 2007 af NOW Music i serien af Absolute-albums. Albummet er en dobbelt-cd bestående af romantiske klassikere samt nye kærlighedshits.
Cirka et år efter albummets udgivelse, den 28. januar 2008, blev Greatest Love Songs 2 udgivet af Sony BMG.

## Spor

### Cd 1
1. James Morrison – "You Give Me Something"
2. Take That – "Patience"
3. Beyoncé – "Irreplaceable"
4. Christina Aguilera – "Hurt"
5. Backstreet Boys – "Incomplete
6. Kelly Clarkson – "Because Of You"
7. Shania Twain – "You're Still The One"
8. Jamie Cullum – "Everlasting Love"
9. Pussycat Dolls – "Stickwitu"
10. Maroon 5 – "She Will Be Loved"
11. Tue West – "En Sang Om Kærlighed"
12. Roxette – "Listen To Your Heart"
13. Stevie Wonder – "If You Really Love Me"
14. Boyzone – "Baby Can I Hold You Tonight"
15. Bonnie Raitt – "I Can't Make You Love Me"
16. Michael Bolton – "When A Man Loves A Woman"
17. Sade – "By Your Side"
18. 3 Doors Down – "Here Without You"
19. Whitney Houston – "Didn't We Almost Have It All"
20. Thomas Helmig – "Ulykkelige Hjerter"

### Cd 2
1. Shakira – "Underneath Your Clothes"
2. George Michael – "An Easier Affair"
3. Nick Lachey – "What's Left Of Me"
4. Keane – "Somewhere Only We Know"
5. Norah Jones – "Don't Know Why"
6. Westlife – "You Raise Me Up"
7. Sugababes – "Stronger"
8. Gavin Degraw – "Follow Through"
9. Lucie Silvas – "What You're Made Of"
10. TV-2 – "De Første Kærester På Månen"
11. Daniel Bedingfield – "If You're Not The One"
12. Bryan Rice – "No Promises"
13. Diana Ross & Marvin Gaye – "You Are Everything"
14. Maria Lucia – "Taking Back My Heart"
15. Ronan Keating – "If Tomorrow Never Comes"
16. ABBA – "Knowing Me Knowing You"
17. 10cc – "I'm Not In Love"
18. Lars H.U.G. – "Elsker Dig For Evigt"
19. Michael Jackson – "You Are Not Alone"
20. Justin Timberlake – "Cry Me A River"